# والتر سافاج لاندور
والتر سافاج لاندور (30 يناير 1775– 17 سبتمبر 1864) كاتب وشاعر وناشط إنجليزي. كانت أشهر أعماله المحادثات التخيلية النثرية، وقصيدة «روز أيلمر»، لكن الإشادة النقدية التي تلقاها من الشعراء والنقاد المعاصرين لم تتقابل بشهرة عامة. بقدر ما كان عمله رائعًا، كان متوافقًا مع شخصيته الصاخبة ومزاجه المفعم بالحيوية. كانت كل من كتاباته ونشاطه السياسي، مثل دعمه للاغوس كوسوث وجوزيبي غاريبالدي، مشبعين بشغفه بالقضايا الليبرالية والجمهورية. أصبح صديقًا للجيل القادم من الإصلاحيين الأدبيين مثل تشارلز ديكنز وروبرت براوننغ وأثر فيهم.

## ملخص أعماله
أنتج لاندور في حياة طويلة ونشطة عاشها خلال 89 عامًا قدرًا كبيرًا من الأعمال من مختلف الأنواع. يمكن ربما تصنيفها إلى أربعة مجالات رئيسية هي- النثر، والشعر الغنائي، والكتابات السياسية بما في ذلك الإيبغرام، والكتابات اللاتينية. حظي نثره وشعره بأكبر قدر من الإشادة، لكن النقاد منقسمون في تفضيلهم بينهم، وغالبًا ما يوصف الآن بأنه 'شاعر' ومؤلف ربما لأعظم القصائد القصيرة جدًا باللغة الإنجليزية، تأثر به 'بعض من أفضل الشعراء، منهم ييتس، إزرا باوند وروبرت فروست'. أفضل تجسيد لنثر لاندور هو المحادثات التخيلية. اعتمد على مجموعة واسعة من الشخصيات التاريخية من الفلاسفة اليونانيين إلى الكتاب المعاصرين وألف محادثات بين أزواج من الشخصيات غطت مجالات الفلسفة والسياسة والرومانسية والعديد من الموضوعات الأخرى. أثبتت هذه التمارين أنها تطبيق أكثر نجاحًا لقدرة للاندور الطبيعية على كتابة الحوار أكثر من المسرحيات. على الرغم من أن هذه التمارين تحتوي على العديد من المقاطع القابلة للاقتباس، غير أن التأثير العام لها ضعيف بسبب أنه لم يتعلم فن الدراما أبدًا.
كتب لاندور الكثير من الشعر الحساس والجميل. استلهم قصائد الحب من سلسلة من المثل العليا الرومانسية الأنثوية مثل- إيون، وإيانثي، وروز أيلمر وروز باينتر. قصائده «المحلية» عن أخته وأطفاله حساسة بنفس القدر.
خلال حياته المهنية، كتب لاندور لمجلات مختلفة حول مجموعة من الموضوعات التي تهمه من السياسة المناهضة لبيت إلى توحيد إيطاليا. وكان أيضًا خبيرًا في الإبيغرام الذي استخدمه لتأثيره الجيد وكتب بسخرية للانتقام لنفسه من السياسيين وغيرهم من الأشخاص الذين يضايقونه.
كتب لاندور أكثر من 300 قصيدة لاتينية ومنشورات سياسية ومقالات، ولكن تم تجاهلها بشكل عام في مجموعات أعماله. وجد لاندور اللغة اللاتينية مفيدة في التعبير عن الأشياء التي قد تكون «غير لائقة أو غير جذابة» على حد تعبيره، وغطاءً للمواد التشهيرية. وضع زملاؤه من العلماء الكلاسيكيين في ذلك الوقت أعمال لاندور اللاتينية على قدم المساواة مع كتاباته الإنجليزية.

## ملخص حياته
تتضمن سيرة لاندور مجموعة من الحوادث والمحن، العديد منها من صنعه ولكن بعضها ليس له أي ذنب فيه. سببت له طبيعته العنيدة ومزاجه الانفعالي، جنبًا إلى جنب مع ازدرائه الكامل للسلطة، الكثير من من المتاعب على مر السنين. بسبب سلسلة من التصرفات الغريبة، تم طرده على التوالي من مدرسة الروكبي (كرة القدم الأمريكية) ومن أكسفورد ومن وقت لآخر من منزل العائلة. دخل خلال حياته عن عمد في صراع مع أعدائه السياسيين -أنصار بيت- ولكن عن غير قصد مع مجموعة من القائم مقامات والأساقفة ومستشاري اللورد والضباط الإسبان والدوقات الإيطاليين الكبار والسفير البابوي ليغاتوس والمحامين وغيرهم من المسؤولين العاديين. عادة ما كان ينتصر عليهم، إن لم يكن برد فوري ساخر، فربما بعد سنوات عديدة من خلال لقب ساخر.
غالبا ما كانت كتابات لاندور تصنفه في الجانب الخطأ بالنسبة لقوانين التشهير، وحتى لجوءه إلى اللاتينية أثبت أنه بلا جدوى في إيطاليا. في كثير من الأحيان كان على أصدقائه أن يساعدوه في تخفيف غضبه من خصومه أو في تشجيعه على تعديل سلوكه. كان أصدقاؤه نشطين بنفس القدر في محاولاتهم اليائسة لنشر عمله، حيث أساؤوا له أو شعر بالغش من قبل سلسلة من الناشرين الذين وجدوا عمله إما غير قابل للبيع أو غير قابل للنشر. تورط مرارًا وتكرارًا في نزاعات قانونية مع جيرانه سواء في إنجلترا أو إيطاليا ويتمحور توصيف ديكنز له في رواية المنزل الكئيب حول مثل هذا النزاع على بوابة بين بويثورن والسير ليستر ديدلوك. كان القدر غير عادل معه عندما حاول تطبيق أفكاره الجريئة والسخية لتحسين حال الإنسان، أو عندما أخطأوا فيه إحدى المرات بأنه وكيل لأمير ويلز وفي مرة أخرى على أنه متشرد. أدى زواجه العاصف من زوجته التي طالت معاناتها إلى فراق طويل بينهما، ثم أعادته أخيرًا في سلسلة من المحاولات الحزينة للهروب.
ومع ذلك، وصف سوينبرن لاندور بأنه «أطيب الرجال وألطفهم». جمع مجموعة من الأصدقاء الذين بذلوا جهودًا كبيرة لمساعدته، وكتب للموسوعة بريتانيكا سوينبورن تعليقات مفادها أن «ولائه وسخاء قلبه لا ينضبان مثل فضله وإحسانه»، مضيفا أن «الثناء والتشجيع، سواء كان مستحقًا أو غير مستحق، خرجا من شفتيه بسهولة أكبر من التحدي أو الاستخفاف». تكشف الروايات العديدة لأولئك الذين كان على تواصل معهم أن صحبته كانت رائعة وقد انهمك في علومه ومعارفه لجزء كبير من حياته. لا شك أن حس الفكاهة القوي لدى لاندور، والذي عبر عنه في ضحكاته الهائلة والمشهورة، ساهم في تهدئة خيبات الأمل والتحديات. وأضاف أن «عاطفته المتقدة، وشعوره الشديد بالمرارة على كل الإجحافات التي تحملها في العالم، جعلاه يصبح مدافعًا مدى الحياة عن قتل الطاغية. إن حبه الرقيق والشديد للأطفال والحيوانات والزهور يجعل صفحات كتاباته وسجلات حياته عبقة على حد سواء».

## بداية حياته
ولد والتر سافاج لاندور في وارويك، إنجلترا، وهو الابن الأكبر للدكتور والتر لاندور (1733-1805)، وهو طبيب، وزوجته الثانية إليزابيث (1743-1829)، وهي واحدة من بنات ووريثات تشارلز سافاج الأربعة، من تاشبروك، وارويكشاير. حل محل مسقط رأسه، إيستغيت هاوس، مدرسة الملك الثانوية للبنات. ورث والده العقارات في روغلي وستافوردشاير وكانت والدته وريثة للعقارات في محكمة إبسلي وتاشبروك بيشوب في وارويكشاير. كان لاندور باعتباره الابن الأكبر وريثًا لهذه الممتلكات وكان يتطلع إلى حياة من الرفاهية. كانت ميول العائلة إلى حزب الأحرار البريطاني (اليمين) كرد فعل على جورج الثالث وبيت، وعلى الرغم من أن روبرت شقيق لاندور كان العضو الآخر الوحيد الذي حقق الشهرة ككاتب، غير أنه كان هناك تقليد أدبي قوي في الأسرة.
بعد التحاقه بمدرسة في نول، تم إرساله إلى مدرسة الروكبي تحت إشراف الدكتور جيمس، لكنه شعر بالإهانة من نقد قدمه مدير المدرسة لعمله وتمت إزالته بناء على طلب الدكتور جيمس. بعد سنوات، أدرج لاندور إشارات لجيمس باللاتينية في قصيدة سيمونيديا بمزيج من الثناء والنقد وعلى إثرها تصالح معه. درس بعدها بشكل خصوصي مع القس. وليام لانغلي، نائب فيني بنتلي ومدير مدرسة أشبورن الإعدادية. ذكر لانغلي لاحقًا في المحادثة التخيلية لإسحاق والتون. تسبب مزاج لاندور وآرائه العنيفة في ارتباك في المنزل وكان يطلب منه عادة التغيب عند توقع قدوم ضيوف. في إحدى المرات، تشابك مع مزارع محلي اعترض على صيده في ممتلكاته وألقى به في النهر. التحق في عام 1793 بكلية ترينيتي، أكسفورد حيث ظهر تمرده في لباسه غير الرسمي وكان يعرف باسم «يعقوب المجنون» لأنه كان مفتونًا بأفكار الجمهورية الفرنسية. أعجب به معلمه الدكتور بينويل، لكن لسوء الحظ لم يبقى فترة طويلة. في عام 1794 أطلق الرصاص على نوافذ حزب المحافظين الذي أزعجته احتفالاتهم في وقت متأخر من الليل وكان لديه كره شديد لهم. سكن في الريف لمدة عام، وعلى الرغم من أن السلطات كانت على استعداد للتغاضي عن الجريمة، غير أنه رفض العودة. أدت هذه القضية إلى شجار مع والده أعرب فيه لاندور عن نيته مغادرة المنزل إلى الأبد.
ذهب لاندور إلى تينبي في ويلز حيث كان على علاقة غرامية مع فتاة محلية، نانسي إيفانز، التي كتب لها بعضًا من أقدم قصائد الحب وأشار إليها باسم «أيوني». رفض والد لاندور ذلك ونقله لبعض الوقت إلى لندن، حيث أقام بالقرب من بورتلاند بليس. في وقت لاحق أنجبت إيون طفلًا مات في مرحلة الرضاعة. في عام 1795، أصدر لاندور مجلدًا صغيرًا من الشعر الإنجليزي واللاتيني في ثلاثة كتب بعنوان قصائد والتر سافاج لاندور. كتب لاندور أيضًا رسالة أخلاقية مجهولة المصدر في شكل كتيب من تسعة عشر صفحة، موجهة باحترام لإيرل ستانهوب. كانت هجاءً في شعر بطولي يدين فيه بيت لمحاولته قمع التأثيرات الليبرالية. على الرغم من أن لاندور تبرأ لاحقا من هذه «الأعمال التدريبية»، كتب سوينبورن عنه: «لم يكن أي شاعر في سن العشرين أقوى منه في الأسلوب وطلاقة الشعر؛ وربما لم يظهر أحد منهم على الإطلاق مثل هذا الإتقان للإبيغرام والهجاء، الذي أصبح أساسيًا وحيويًا من خلال أنقى مشاعر الحماس وأشد مشاعر السخط».
تصالح لاندور مع عائلته من خلال جهود صديقته دوروثيا ليتيلتون. أخبر فورستر لاحقا أنه كان سيتزوج دوروثيا لو كان مستقلًا ماديًا. لم يدخل أي مهنة- لم يكن يرغب بالحقوق، ولم يعد الجيش يريده. سمح له والده بمبلغ 150 جنيه استرليني في السنة، وكان حرًا في العيش في المنزل أو لا، كما يشاء.